# Joao Plata
Joao Jimmy Plata Cotera (Guayaquil, 1º marzo 1992) è un calciatore ecuadoriano, attaccante svincolato.

## Palmarès

### Club
- Campionato ecuadoriano: 1

LDU Quito: 2010
- Canadian Championship: 2

Toronto: 2011, 2012

### Individuali
- George Gross Memorial Trophy: 1

2011